# Форей, Джун
Джун Люсиль Форей (англ. June Lucille Foray; 18 сентября 1917 — 26 июля 2017) — американская актриса озвучивания, голосом которой говорили белка-летяга Рокки и Наташа из «Приключений Рокки и Буллвинкля», бабушка Гамми из «Приключения мишек Гамми», бабуля из «Looney Tunes», а также многие другие анимационные персонажи. Джун Форей за свою длинную карьеру успела поработать на радио, телевидении, кино, а также записать два музыкальных альбома.

## Биография
Джун Форей, урождённая Джун Люсиль Форер, родилась 18 сентября 1917 года третьим ребёнком в семье Мориса Форрера и Иды Е. Робинсон в городе Спрингфилд в Новой Англии. Уже в 12 лет она стала иногда выступать на местном радио, а к 15 годам получила там уже постоянную работу. Спустя два года она перебралась в Лос-Анджелес, где вскоре стала популярной актрисой на радио, выступая в передачах Джимми Дуранте и Томаса Дэнни.
В начале 1940-х годов Джун Форей стала принимать первые предложения на озвучивания различных анимационных фильмах. Для компании «Walt Disney» она озвучивала персонажей в мультфильмах «Золушка» (1949), «Питер Пэн» (1953) и во многих других картинах. Её голосом говорили некоторое персонажи из мультсериала про Вуди Вудпекера, а также Бабуля, хозяйка Сильвестра и Твити из «Looney Tunes», которую ранее озвучивала Би Бенадерет.
Участвовала в дубляже советского мультфильма «Снежная королева».
На студии «Hanna-Barbera» Джун Форей озвучивала персонажи мультсериалов «Флинтстоуны», «Том и Джерри», «Скуби-Ду, Где ты!» и «Джетсоны». Но всё же наиболее известной она стала благодаря озвучиванию Наташи и белки-летяги Рокки в мультсериале «Приключения Рокки и Буллвинкля».
В 1980-х годах Форей озвучивала Магику Де Гипноз в мультсериале «Утиные истории», а также бабушку Гамми в «Приключениях мишек Гамми». Одни из последних её работ по озвучиванию были в мультфильме «Мулан» и в мультсериале «Гриффины».
Из-за своего маленького роста (1,5 м.) Джун Форей всегда оставалась за экраном и за всё время лишь пару раз появилась перед зрителями. В первый раз в 1954 году в фильме «Сабака» в роли жрицы, а позже в сериале «Зелёные просторы» в роли мексиканской телефонистки. Её также можно было увидеть в камео в фильмах «Борис и Наташа» (1992) и в «Приключения Рокки и Буллвинкля» (2000).
В 2015 году Форей попала в автокатастрофу, после чего её состояние здоровья заметно ухудшилось. Актриса скончалась 26 июля 2017 года в возрасте 99 лет в одной из клиник Лос-Анджелеса, не дожив два месяца до столетнего юбилея.
За свою карьеру Джун Форей дважды становилась обладательницей анимационной премии «Энни», а в 2000 году была удостоена звезды на Голливудской аллее славы.